# Schwarzenbach (Obertaufkirchen)
Schwarzenbach ist ein Ortsteil in der Gemeinde Obertaufkirchen im oberbayerischen Landkreis Mühldorf am Inn.

## Lage
Schwarzenbach liegt zwischen dem Annabrunner Bach und dem Kagenbach etwa 2 km südlich der Autobahnausfahrt 16 (Schwindegg) der Bundesautobahn A 94.

## Baudenkmäler
Der barocke Altar in Kapellenneubau beim Gebäude Schwarzenbach 1 stammt aus dem 17./18. Jahrhundert. Er ist in die Liste der Baudenkmäler in Obertaufkirchen eingetragen.

## Bevölkerungsentwicklung

Alte Scheune mit Frackdach

Um 1861 lebten dort sieben Einwohner in fünf Gebäuden. Im Mai 1987 gab es keine Einwohner mehr und nur noch ein im Amtlichen Ortsverzeichnis aufgelistetes, leerstehendes Wohngebäude.
| Jahr      | 1861 | 1871 | 1925 | 1950 | 1970 | 1987 |
| Einwohner | 7    | 10   | 6    | 7    | 4    | 0    |